# Laguna Lauricocha
Laguna Lauricocha (en quechua: lawri, qucha), laguna de origen glacial altoandina al pie de la cordillera de Raura ubicada en el distrito de San Miguel de Cauri, en la provincia a la cual da nombre, la provincia de Lauricocha.

## Toponimia
Este topónimo, que nombra una laguna, un poblado y una provincia, proviene de la expresión fraseal en quechua (Runa Simi): “lauri”  = azulado(a) y “qucha” = laguna o lago, que en  traducción literal significaría “Laguna azulada”, que al igual que un gran espejo de agua, refleja al amiguero y bruñido empíreo azulado de los Andes.

## Geografía
Esta laguna se encuentra rodeada por las estribaciones orientales de la Cordillera Occidental Andina; a 25 km de distancia del pueblo de Cauri (a 131 km de la ciudad de Huánuco) pasando por los pueblos de Gashanpampa y Antacolpa. Tiene una altitud de 3845 m s. n. m. La forma que tiene es de una forma alargada que se distribuye de este a oeste, y cuenta con aproximadamente 7 km, de largo por 1.5 km en su parte más ancha, con 75 m de profundidad en promedio y 160,7 km² de área. Es parte de una gran cadena de lagunas como Taullicocha, Aguastacanán, Patarcocha, Chuspicocha, Yanaramán, Tinquicocha, Condorsenga, Caballococha, Niño Perdido, entre otras que nacen de los deshielos de los nevados de la Cordillera de Raura. El clima por lo usual es frío, precipitándose entre los meses de septiembre y marzo con intensidad las lluvias, granizadas y heladas; su temperatura es muy cercana a los 5 °C.
Da origen al río Lauricocha, nombre con el cual se conoce al inicio del río Marañón al atravesar una planicie adyacente al lago.

## Flora y fauna
Se observa en su contorno una exuberante vegetación, encontrándose entre ella la ogsha, escorzonera, huamanripa, lancahuasha, champa, wiru wiru, yaretas, taya, quinuales. En sus orillas crecen los totorales como también la verdosidad de los oconales. Aledaña a ella están los cultivos de diferentes tipos de papa, como son la papa huayro, hualash, semita, amarrilla, cantina, ishcopuro, pucapishgo, etc. En cuanto a su fauna silvestre habitan en sus aguas truchas y en las riberas: perdices, patillos, grullas, gaviotas, frailecillos, ahuashes, tupuces, bandurrias, dominicos, huachuas (ganso andino), halcones, gavilanes, veladores (licu licu), picaflores (jirish), huaychaoes, acacluyes, yanamanaos, zorros, zorrillos, vizcachas, venados, llamas, vicuñas, tarukas, entre otros.

## Historia
Su origen se remonta a la última glaciación del Pleistoceno Superior o también llamado por Augusto Cardich (1971) como Lauricocha, caracterizado por etapas de avance y retroceso glaciar, designados como los periodos Janca (70 000 a 10 000 a. C.). Al finalizar el sub-periodo Janca IV (Antarragra), surge el Holoceno, produciendo en los Andes del Norte variaciones climáticas y fenómenos de evolución glacial llamadas glaciaciones Shéguel Huamán y Patarcocha, propiciando una estructura geográfica definida con la formación de lagunas. En el periodo Lítico (10 000 - 6 000 a. C.), los grupos humanos nómadas que ingresaron a la zona de Lauricocha poseían un gran conocimiento de la fabricación de instrumentos líticos, se dedicaron a la caza y recolección, viviendo en cuevas y abrigos naturales donde plasmaron sus vivencias y manifestaciones culturales mediante la práctica del arte rupestre.
En el periodo Arcaico (6 000 - 3 800 a. C.), aumenta la población surgiendo las hordas, asentamientos humanos, los primeros centros ceremoniales, la domesticación de animales y plantas; el modo de vida pasó a ser sedentario. El periodo Formativo (3.800 - 200 a. C.), las relaciones sociales entre los grupos humanos se hacen más complejas; debido a ello surgen la agricultura, ganadería, alfarería y el poder se atribuye a un Estado Teocrático. El periodo Clásico (200 -1 000 d. C.), llega aun superlativo desarrollo la ganadería, arquitectura, cerámica, textilería, metalurgia, etc. (1.er. Desarrollo Regional). En el periodo Clásico ya en siglo XIV, Lauricocha fue distribuido por los ayllus del reino Guanuco que ocupó toda la que se denomino la  zona del alto Marañón. En el periodo Inca en el siglo XV, Lauricocha fue conquistada e incluida al territorio del Tawantinsuyo, estando en el poder Túpac Yupanqui. En el periodo Colonial en el siglo XVI, la zona fue invadida por los españoles, quienes instalaron sus propias encomiendas y haciendas. Ya en los siglos XIX y XX, esta zona ha cambiado a diferentes jurisdicciones como perteneciente a la provincia de Huamalíes, Dos de Mayo, y actualmente pasó a formar parte de la provincia de Lauricocha, la cual lleva orgullosa el nombre de esta prodigiosa laguna.

## Leyenda
Los pobladores del caserío de Lauricocha relatan que antiguamente no existía la mencionada laguna, más bien era una llanura, donde vivían dos jóvenes guerreros, Shéguel Huamán y Yanaramán, dedicados a la crianza de auquénidos y venados; distante a ellos residían la anciana Mama Ripu y su hija Lauricocha. Al pasar el tiempo los 2 jóvenes se enamoraron de la bella Lauricocha, causando una creciente rivalidad entre ellos, que duraría varios años. Para acabar con esta disputa le pidieron a la joven que eligiera a su esposo; requiriendo ella 2 días de plazo para hacer esto; Mama Ripu le aconsejó a ella ponerlos a prueba, por lo que Lauricocha en presencia de sus pretendientes manifestó, que sería su esposo el que lograra reunir la mayor cantidad de venados en una noche. Comenzando la tarea Yanaramán esa misma noche; en la mañana siguiente, Lauricocha al lado de Mama Ripu contó el ganado reunido, mientras Yanaramán se adjudicaba el triunfo, sin saber que Shéguel Huamán con la ayuda de Mama Ripu agruparía más venados; ya al amanecer Lauricocha comenzó a contar los animales, demorándose 2 días completos, y dándole la victoria a Shéguel Huamán.
Al descubrir esta engañifa, Yanaramán utilizando el poder heredado de su madre Luna castigó a Mama Ripu trasformándola en una roca y dejando pasar el tiempo para planear su venganza. Al concretar su plan, convirtió a todo el ganado de su adversario en piedras. Al darse cuenta Shéguel Huamán lo declaró responsable y al encontrarlo entabló con él una feroz pelea que duró desde el mediodía hasta el anochecer; Yanaramán cuando estaba a punto de ser derrotado, transformó a su rival en roca. Lauricocha al hallar a su esposo petrificado lloró intensamente por él; mientras Yanaramán quiso poseerlas por la fuerza, pero el dios Wiracocha al presenciar esto, transformó a su hija en una gran laguna y castigó a Yanaramán convirtiéndolo en un cerro. Actualmente se logra apreciar dentro de la laguna a Shéguel Huamán con su ganado, mientras Yanaramán permanece vigilante. Durante las noches de luna llena, los pobladores cuentan que una bella mujer aparece sobre una pampa y cuando es observada se sumerge en la laguna donde se encuentra Shéguel Huamán.

## Turismo

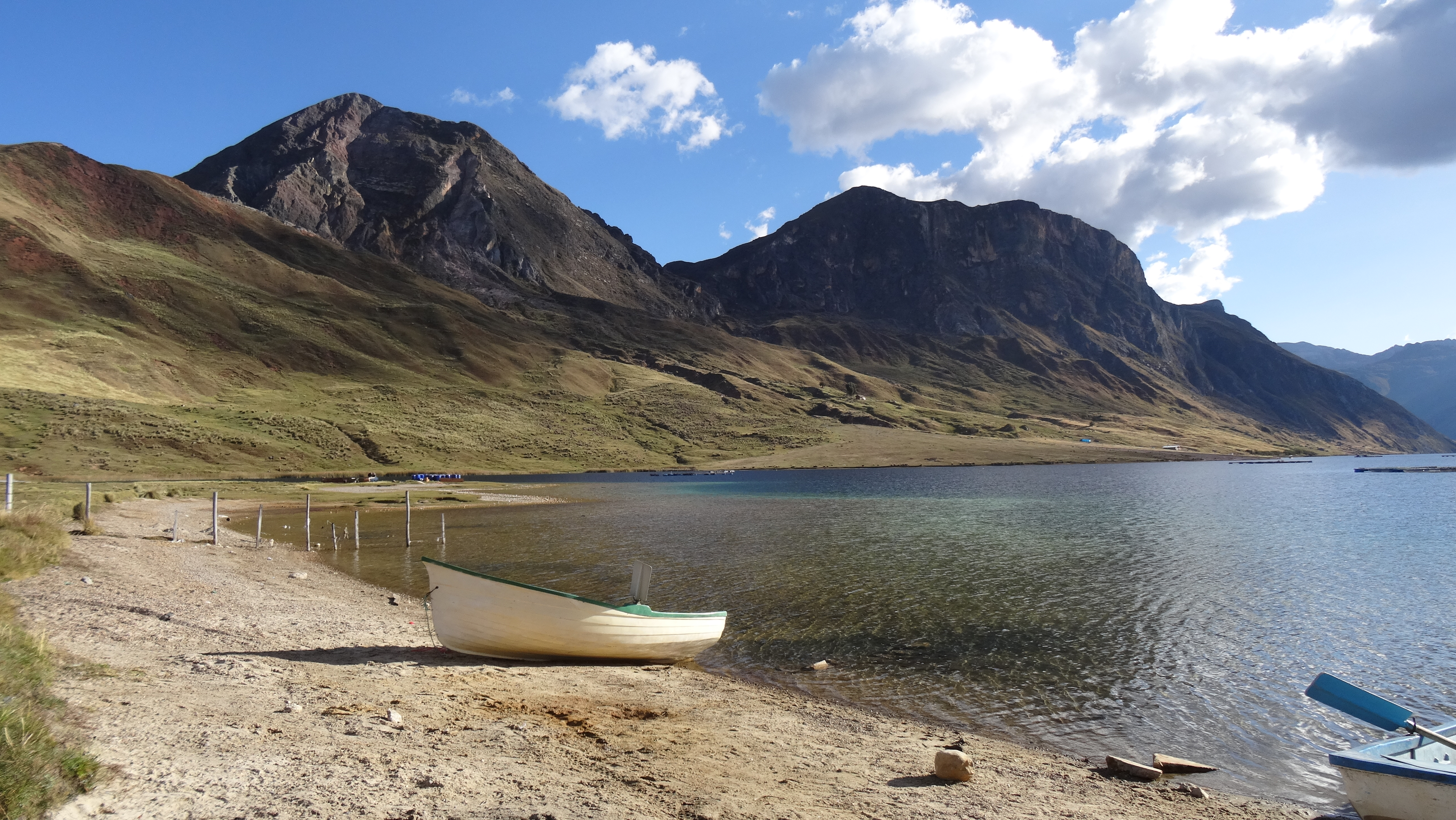
Un bote de paseo a orillas de la laguna.

Lauricocha constituye un escenario especial para el turismo ecológico mediante la observación, la caminata, paseo en bote, la fotografía; lo que permite así conocer y valorar la importancia de este espacio hídrico, que es el albergue de algunas especies acuáticas entre peces (truchas y challwas), y vegetales que sirven para la elaboración de ciertos potajes y materia prima para trabajos de artesanía. A este atractivo se le suma en la parte norte la presencia de un extraordinario Puente Inca, hermosa construcción de 60 m de largo, hecha de piedra labrada, que a través de sus 24 canales deja pasar las aguas de la laguna para dar origen al río Lauricocha, que en su recorrido por los distrito de San Miguel de Cauri, Jesús y Jivia, se fusiona con el río Nupe, dando inicio al grandioso río Marañón. En la parte oriental resalta el enigmático cerro Shushunapunta y al suroeste se halla una bella catarata del mismo nombre,  cuya caída de sus aguas enlaza a Taullicocha con Lauricocha.

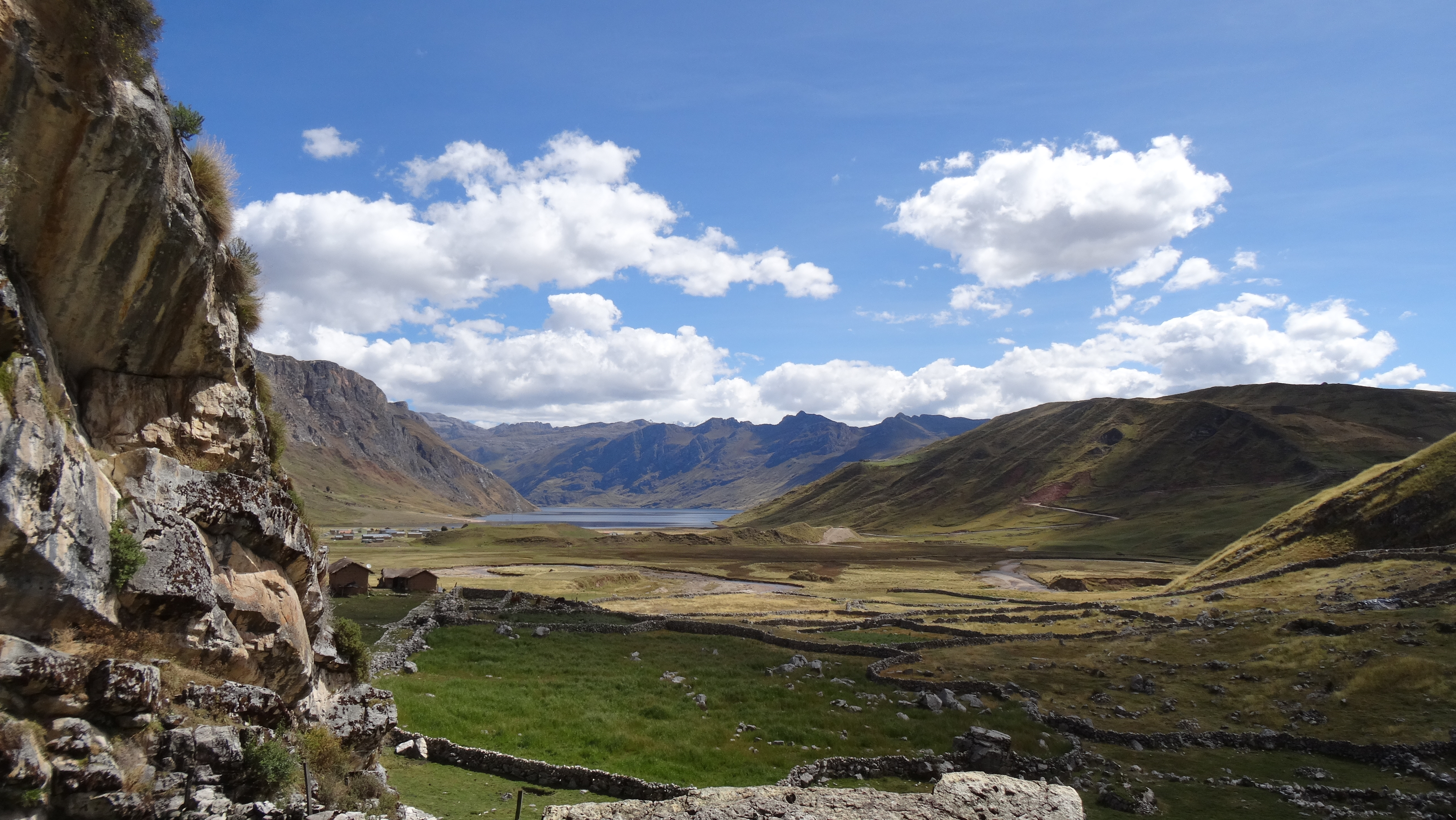
El entorno del C.P. y la laguna Lauricocha vista desde la Cueva de las 14 ventanas.

En la parte noreste, se halla el cerro Peroisicoman. Con sus misteriosas Catorce Ventanas y al pie están las cuevas de Capilla y Uchcumachay, donde el Ingeniero Agrónomo Augusto Cardich en 1959 descubrió los restos óseos del "Hombre de Lauricocha" de 9,525 a. c. Agregando las notas del Prof. Limber Rivera (2002), quien menciona que: “A 5 km al suroeste de la laguna están los restos de Añaspampa, pequeño conjunto habitacional ubicado en las inmediaciones del pico Yanaramán, considerado como el dios de los Yaro (Llacuaces), a donde sube un camino empedrado que partiendo de Chaupaj y Huallancayog, dos centros arqueológicos ubicados en las orillas de la laguna, toma la ruta de Gasancatac, Nipucocha, Cajáncocha y termina en Yanaramán. También esta Corralón a 4 km al noreste de Lauricocha, el cual presenta las evidencias de un conjunto de construcciones circulares y rectangulares totalmente enterradas en los terrenos circumdantes.